# Xenophasma notodontoides
Xenophasma notodontoides is een vlinder uit de familie van de snuitmotten (Pyralidae). De wetenschappelijke naam van de soort is voor het eerst geldig gepubliceerd in 1905 door Paul Dognin. Het is de typesoort van het geslacht Xenophasma, dat Dognin in dezelfde publicatie als nieuw beschreef.
Het exemplaar dat Dognin beschreef was afkomstig uit Paranapanema in de Braziliaanse deelstaat São Paulo.